# Зиль (село)
Зиль — село в Табасаранском районе Дагестана (Россия). Входит в состав муниципального образования (сельского поселения) сельсовет «Ерсинский».

## История

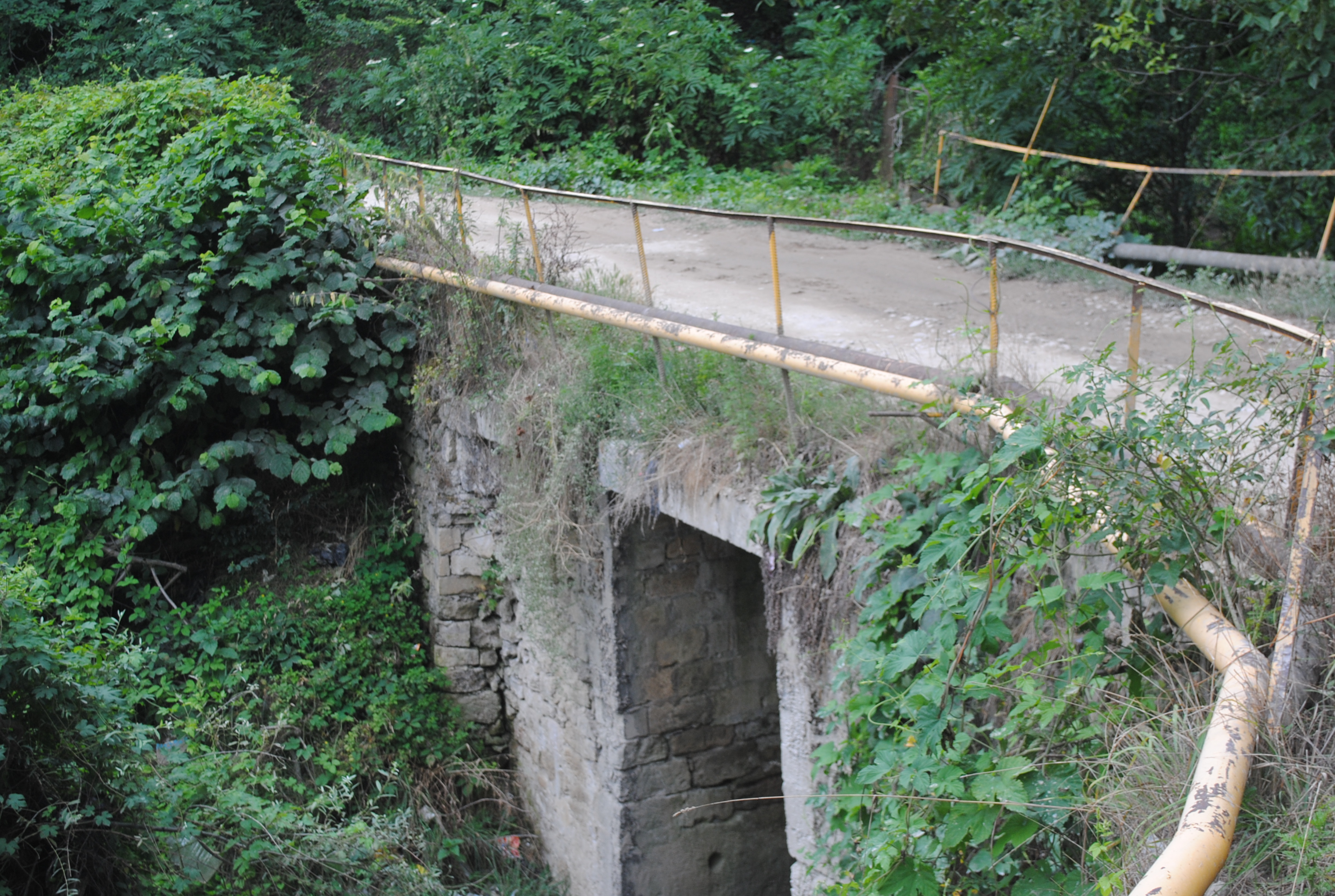
Мост в селении Зиль.

До XIX века в этом регионе существовало табасаранское феодальное образование во главе с кадиями с центром в селе Зиль. В 1960-х годах село входило в состав Дарвагского сельсовета. В 1982 году в селе проживало около 750 человек.

## Население
| 1895 | 1926 | 1939 | 1970 | 1989 | 2002 | 2010 |
| ---- | ---- | ---- | ---- | ---- | ---- | ---- |
| 345  | ↗433 | ↗499 | ↘498 | ↗540 | ↗689 | ↘452 |
| 2021 |      |      |      |      |      |      |
| ↗467 |      |      |      |      |      |      |

## Инфраструктура

### Образование
- Средняя школа

### Здравоохранение
- Фельдшерский пункт.[12]

## Археология
В 500 метрах к северо-востоку от села находится археологический памятник — средневековое Зильское поселение

## Топографические карты
- Лист карты K-39-73 Белиджи. Масштаб: 1 : 100 000. Состояние местности на 1982 год. Издание 1986 г.
- Лист карты K-39-XIX Хачмас. Масштаб: 1 : 200 000. Издание 1979 г.